# Möhnesee
Möhnesee là một đô thị ở huyện Soest, trong Nordrhein-Westfalen, Đức. Đô thị Möhnesee tọa lạc quanh hồ chứa nước Möhner, khoảng 10 km về phía nam Soest.

## Đô thị giáp ranh
- Arnsberg
- Bad Sassendorf
- Ense
- Soest
- Warstein

## Các đơn vị dân cư
| - Berlingsen - Buecke - Brüllingsen - Brüningsen - Delecke - Echtrop - Ellingsen - Günne - Hewingsen | - Körbecke - Neuhaus - Stockum - Südufer - Theiningsen - Völlinghausen - Wamel - Westrich - Wippringsen |